# بوينغ بي-47 ستراتوجت
بوينغ بي-47 ستراتوجت (بالإنجليزية: Boeing B-47 Stratojet)‏ هي قاذفة قنابل استراتيجية طويلة المدى، بست محركات أنتجت في الولايات المتحدة. من صناعة بوينغ. كانت تستخدم بشكل أساسي من قبل القوات الجوية الأمريكية. كان أول طيران لها في 17 ديسمبر 1947. دخلت الخدمة في 1951، انتهت خدمتها في 1969. صنع منها 2,032 طائرة، وسعر الطائرة الواحدة منها هو 1.9 مليون دولار.
صممت لتطير بسرعة دون سرعة الصوت وعلى ارتفاعات عالية لتجنب اعتراض العدو. كانت مهمة بوينغ بي-47 في المقام الأول هي إسقاط القنابل النووية على الاتحاد السوفيتي.